# Yaldwynopsis spinimanus
Yaldwynopsis spinimanus är en kräftdjursart som först beskrevs av Griffin 1965.  Yaldwynopsis spinimanus ingår i släktet Yaldwynopsis och familjen Homolidae. Inga underarter finns listade i Catalogue of Life.